# Ciupercenii de Olteț
Ciupercenii de Olteț – wieś w Rumunii, w okręgu Gorj, w gminie Alimpești. W 2011 roku liczyła 310 mieszkańców.